# South Ilion
South Ilion es un lugar designado por el censo ubicado en el condado de Herkimer en el estado estadounidense de Nueva York. En el Censo de 2020 tenía una población de 119 habitantes y una densidad poblacional de 135,71 habitantes por km². Fue incluido como CDP en el censo de 2020.

## Geografía
South Ilion se encuentra ubicado en las coordenadas 42°59′42″N 75°02′55″O / 42.99500, -75.04861. Según la Oficina del Censo de los Estados Unidos,  tiene una superficie total de 1,15 km², de la cual 1,14 km² corresponden a tierra firme y 0,01 km² a agua.